# ベペルミノゲン ペルプラスミド
ベペルミノゲン ペルプラスミド（Beperminogene perplasmid、商品名：コラテジェン筋注用 4mg）は、慢性動脈閉塞症の治療に使用されるDNA医薬品である。アンジェス株式会社が開発し、2018年1月に承認申請して2019年3月に条件及び期限付き承認を取得し、2023年5月に製造販売本承認を申請したが、同年6月に申請を取り下げ、自主回収し販売が終了した。
2024年7月現在、米国での後期第II相臨床試験の結果が良好であったとして、新たな製造販売承認申請を年内に提出するとしている。2024年9月18日、アンジェスはベペルミノゲン ペルプラスミドが FDAからブレークスルー・セラピーに指定されたと発表した。
この動きにより、薬事審議会で正式に議論されず有効性が確認されていない医薬品“候補”を公的医療保険の対象とすることについて疑義が呈され、「保険診療と保険外診療の併用を認める保険外併用療養費制度の対象範囲」の見直しの動きに繋がった。

## 効能
標準的な薬物治療の効果が不十分で血行再建術の施行が困難な慢性動脈閉塞症（閉塞性動脈硬化症及びバージャー病）における潰瘍の改善

## 作用機序
ベペルミノゲン ペルプラスミドはヒト肝細胞増殖因子（HGF）遺伝子を組み込んだ環状二本鎖DNAである。筋肉内注射後にHGFが生成され、その血管新生作用により塞栓部を迂回する血管が発達して、虚血肢の症状が緩和される。